# Орлянка (роз'їзд)
Орля́нка — роз'їзд Запорізької дирекції Придніпровської залізниці на неелектрифікованій лінії Таврійськ — Каховське Море між станціями Таврійськ (11 км) і Каховське Море (15 км). Розташований за 1,8 км на південний схід від села Першотравневе та 2,8 км на південний захід від міста Василівка Василівського району Запорізької області.

## Пасажирське сполучення
Через роз'їзд Орлянка, до російського вторгнення в Україну (з 2022), щоденно курсували дві пари приміських поїздів сполученням Енергодар — Запоріжжя I, проте на роз'їзді зупинку не здійснювали.